# Melochia peruviana
Melochia peruviana là một loài thực vật có hoa trong họ Cẩm quỳ. Loài này được Desr. mô tả khoa học đầu tiên năm 1797.